# Daniel Freund
Daniel Freund (ur. 14 października 1984 w Akwizgranie) – niemiecki polityk, deputowany do Parlamentu Europejskiego IX i X kadencji.

## Życiorys
Studiował politykę, ekonomię i nauki prawne na uczelniach w Lipsku, Waszyngtonie i Paryżu. Pracował w Auswärtiges Amt i w instytucjach Unii Europejskiej, w 2014 przeszedł do organizacji pozarządowej Transparency International. W 2005 wstąpił do Zielonych, objął funkcję zastępcy rzecznika BAG Europa (grupy roboczej do spraw europejskich). W wyborach w 2019 uzyskał mandat eurodeputowanego IX kadencji. Z powodzeniem ubiegał się o poselską reelekcję w 2024.